# Consignation (Caisse des dépôts)
Pour un article plus général, voir Consignation.
 (juillet 2023).

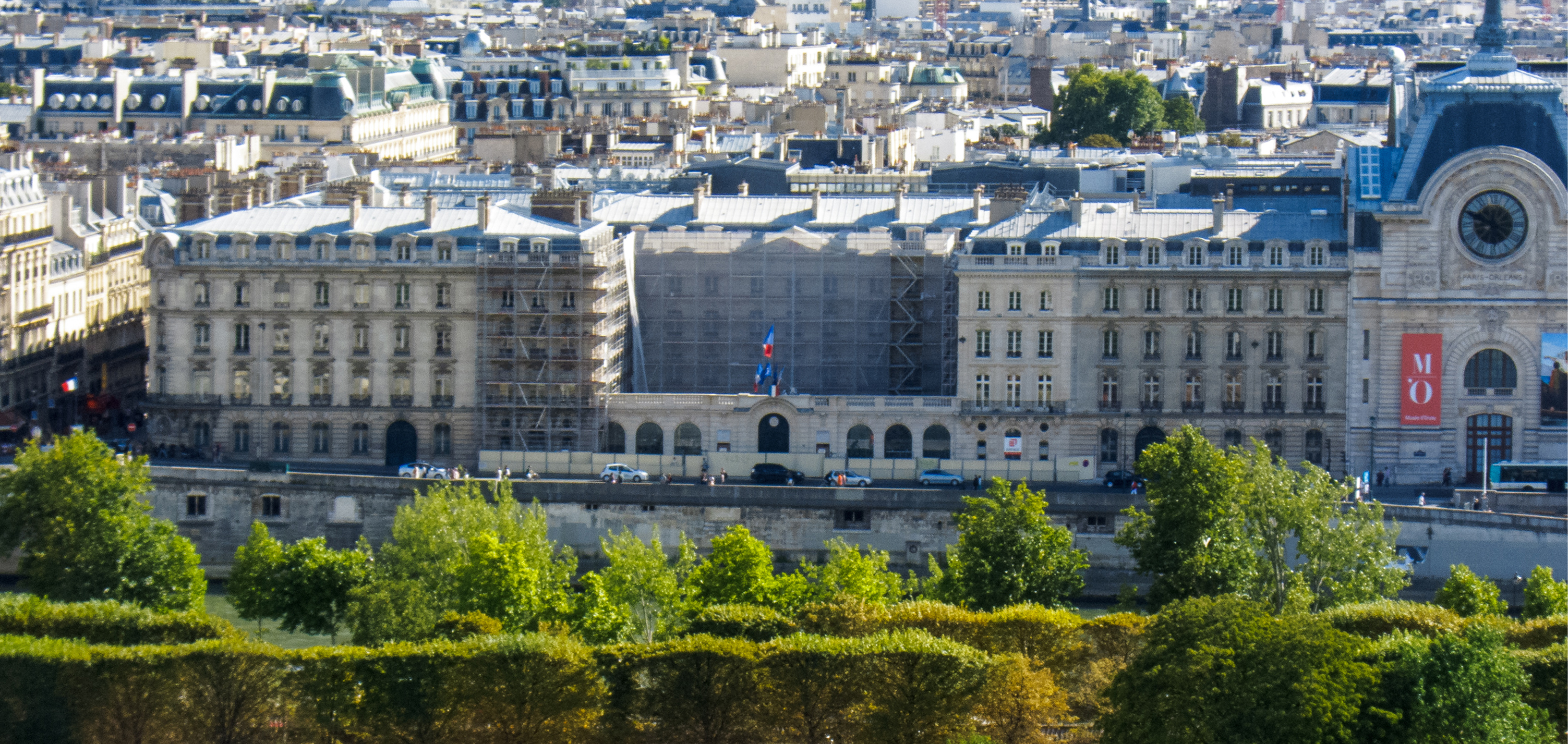
Caisse des dépôts, vue depuis le site du Palais des Tuileries, Paris

La consignation est une mission d’intérêt général de la Caisse des Dépôts qui consiste à recevoir des fonds, les conserver et les restituer aux personnes bénéficiaires (1).
Les sommes consignées à la Caisse des Dépôts sont conservées pendant 30 ans. Après 30 ans, sans manifestation du bénéficiaire, l’argent est versé à l’État (2).
Une condition est nécessaire pour consigner : la consignation doit être prévue par une disposition d’une loi ou d’un décret, par une décision de justice (jugement, ordonnance…) ou encore par une décision administrative (arrêté préfectoral, municipal…). 
Cette mission de consignataire est unique en France. Elle est indissociable du statut spécifique de la Caisse des Dépôts.
Outre les consignations, la Caisse des Dépôts reçoit des dépôts spécialisés obligatoires et prévus par la loi tels que : les revenus des enfants du spectacle et du mannequinat, les comptes bancaires inactifs et les contrats d’assurance-vie en déshérence…

## Historique
La consignation est un outil souple dont l’un des avantages est de pouvoir s’adapter aux évolutions des besoins de la société. Elle vient en appui des politiques publiques et des acteurs de la justice pour des besoins de sécurité juridique et financière dans un cadre d’intérêt général.

### Les origines de la consignation
Les premières consignations datent de l’Antiquité. Elles étaient effectuées dans les temples romains et grecs et placées sous la protection et la sauvegarde de la « fides populica » (foi populaire), puis de la « fides publica » (foi publique) (3).
Elles ont revêtu une dimension profane au 12e siècle. Le développement de la consignation en France est devenu progressivement indissociable de l’émergence du parlementarisme et du contrôle parlementaire sur l’utilisation qui est faite par le pouvoir royal des deniers de justice.

### La consignation à laCaisse des Dépôts: le dispositif de 1816
À la suite de la chute du Premier Empire et pour faire face à la grave crise financière renforcée par la défiance des épargnants vis-à-vis des institutions financières publiques, le gouvernement décide en 1816 de créer un établissement spécial. La Caisse des Dépôts est chargée de recevoir les consignations et d’en assurer la conservation. Pour restaurer la confiance des déposants, elle est dotée d’un statut spécifique permettant de garantir son inviolabilité à l’égard de l’exécutif. Elle est ainsi placée « sous la surveillance » d’une Commission de Surveillance qui est notamment une émanation du Parlement.
La mission de gestion des consignations est constitutive de l’identité de la Caisse des Dépôts : agir en tiers de confiance. La Caisse des Dépôts a été chargée par la loi de finances du 28 avril 1816 (4) et par l’ordonnance du 22 mai de la même année, de garantir la Foi publique.
L’ordonnance du 3 juillet 1816 indique que la protection des consignations est l’élément fondateur de la Caisse des Dépôts. De nombreux textes sont intervenus depuis 1816 pour prévoir de nouveaux cas de consignations accompagnant le développement économique et sociétal de la France. Leur domaine s’est diversifié, passant de treize cas en 1816 à plus de 160 actuellement.
Un exemple d’un cas de consignation prévu par l’Ordonnance royale du 3 juillet 1816 (4) : 
« Les sommes que des débiteurs incarcérés doivent, aux termes de l’article 798 du Code de procédure, déposer ès-mains du geôlier de la maison de détention pour être mis en liberté, lorsque le créancier ne les aura pas acceptées dans le délai de vingt-quatre heures ».

### Le développement des consignations en lien avec l’histoire de France
- 1905, consignation de sommes ou valeurs provenant de la liquidation de congrégations dissoutes, à la suite de la loi de séparation de l’Eglise et de l’État.
- 1922, l’essor des cas de consignations reflète les prémices de la protection sociale élaborée tout au long du 20e siècle, notamment avec les cautionnements des compagnies d’assurance contre les accidents du travail (lois du 9 avril 1898 et du 15 décembre 1922) et les cautionnements des employeurs occupant plus de cent assurés sociaux (décret-loi du 28 octobre 1935).
- 1937, dans le cadre de l’agrément par le ministère du travail des caisses de compensation de congés payés dans les ports, les caissiers et comptables doivent consigner un cautionnement à la Caisse des Dépôts en vue de garantir leur gestion et les bénéficiaires de congés payés (arrêté  du 22 mars 1937).
- 1977, un mandataire de chaque liste candidate au Parlement Européen devait verser à la Caisse des Dépôts un cautionnement de 100 000 FF en consignation pour l’ensemble de la liste. Le dépôt du cautionnement était une condition de validité de la candidature (loi du 7 juillet 1977).
- 1982, les obligations de la Caisse Nationale d’Industrie et de la Caisse Nationale des Banques, correspondant aux actions des sociétés nationalisées non présentées dans un délai d’un an à compter de la publication de la loi de nationalisation, ont été reçues en consignation à la Caisse des Dépôts (Loi du 11 février 1982 relative à l’échange des titres des sociétés nationalisées).
- 1984, la réforme du régime des valeurs mobilières sur la dématérialisation suscite de nouveaux cas de consignations. L’ensemble des valeurs mobilières émises sur le territoire français et soumises à la législation française cessent de faire l’objet, pour leur circulation, d’une représentation physique par des titres imprimés. Les titres sont alors obligatoirement inscrits en compte par les sociétés émettrices ou un intermédiaire financier habilité. À l’expiration du délai accordé (cinq ans), les banques ont vendu par adjudication les droits associés aux titres non échangés. Le produit de la vente a été confié à la Caisse des Dépôts pour 30 ans, délai de conservation pendant lequel elle a pour rôle de restituer l’argent aux éventuels détenteurs qui viendraient se présenter.
- 1986-1987, lorsqu’un salarié n’est pas retrouvé à sa dernière adresse communiquée, les sommes dont il bénéficie de par le système d’intéressement et de participation aux résultats de l’entreprise, sont tenues à sa disposition par l’entreprise pendant une durée d’un an. Passé ce délai, les sommes sont remises à la Caisse des Dépôts où le salarié peut les réclamer jusqu’au terme de leur prescription (30 ans).
- 1990 - 1999, afin de lutter contre la multiplication des dégazages de navires en mer, les procureurs de la République ou les juges d’instruction saisis de ces infractions, ont de plus en plus recours à la consignation à l’occasion de l’immobilisation des navires pollueurs. La levée de l’immobilisation est en effet soumise à un dépôt versé en consignation à la Caisse des Dépôts aux frais de l’armateur en infraction. Le montant et les modalités de versements sont fixés par l’autorité judiciaire. Cette solution permet un recouvrement efficace et rapide des amendes et des indemnités revenant aux victimes, puisque la Caisse des Dépôts assure les déconsignations dans un délai maximum de 10 jours à compter de la production du jugement de condamnation.
- 2000, mise en place, lors de la procédure de retrait d’agrément des banques et établissements de crédits, d’un dispositif de consignations permettant de sauvegarder les avoirs de personnes physiques et morales non identifiées qui n’ont pu être transférés à un autre établissement financier. En cas de radiation prononcée par la Commission bancaire, les fonds qui subsistent peuvent être versés à la Caisse des Dépôts sur autorisation de la Commission bancaire.
- 2006, en Alsace, les pouvoirs publics ont confié à la Caisse des Dépôts la réception et la gestion de certaines consignations judiciaires. Elles étaient jusqu’à présent assurées par les comptables des impôts et sont, depuis le 1er janvier 2006, confiées aux Directeurs régionaux ou départementaux des finances publiques en qualité de préposés de la Caisse des Dépôts. Elles concernent notamment les provisions pour couvrir les frais d’expertise, les frais de témoins et les consignations de parties civiles.
- 2010, le Compte Epargne-Temps (CET) permet au salarié d’épargner les congés non pris. Tout au long de leur vie professionnelle, les salariés ont le choix d’utiliser cette épargne en vue d’un complément de rémunération ou sous forme de congés. En situation de rupture du contrat de travail (démission, licenciement), la consignation est une solution pour la conservation de cette épargne.
- 2012, les installations classées pour la protection de l’environnement présentent des risques importants de pollution ou d’accident. Elles doivent constituer des garanties financières pour assurer, en cas de défaillance de l’exploitant, la surveillance et le maintien en sécurité du site et sa remise en état. Ces garanties financières peuvent être constituées en la forme d’une consignation.
- 2016, l’activité de transfert transfrontalier de déchets est strictement réglementée par les textes communautaires et internationaux. Ils visent à renforcer la maîtrise des impacts sur l’environnement. Afin de garantir tout risque, la personne physique ou morale chargée du transfert a pour obligation de constituer une garantie financière. Cette garantie peut prendre la forme d’une consignation.

## La consignation aujourd’hui – quelques exemples
Environnement, économie, justice, politiques publiques, autant de domaines dans lesquels la consignation est présente. Les fondamentaux de la consignation, mis en place dès 1816, trouvent aujourd’hui pleinement leur place dans les évolutions qu’elle accompagne.

### Transition environnementale
- Plan de Prévention de Risques Technologiques (PPRT)

La consignation est un service adapté pour recueillir les contributions financières apportées dans le cadre de la mise en place des mesures foncières d’un PPRT. Fruit d’un accord entre les différents acteurs, la consignation est formalisée par un arrêté préfectoral.

### Transition démographique
- La consignation des sommes non réclamées

Les sommes d’argent, titres et valeurs mobilières non réclamés appartenant à des hospitalisés décédés ou partis sans laisser d’adresse sont consignés, un an après leur sortie ou leur décès, à la Caisse des Dépôts

### Transition territoriale
- Fonds de revitalisation

La consignation est un service adapté pour recueillir les contributions financières apportées dans le cadre de la mise en place des fonds de revitalisation, dès lors qu’ils sont utilisés sous la forme de subventions. L’avantage principal offert par la consignation réside dans la sécurité et la souplesse apportées dans la gestion des sommes consignées.

### Les consignations au cœur des évolutions judiciaires
- ·La vente amiable

Lorsqu’un bien immobilier fait l’objet d’une saisie, le juge peut autoriser la vente amiable du bien sur demande du propriétaire. Cela permet de bénéficier des meilleures conditions de vente pour régler les créanciers. Le prix et les frais de la vente sont obligatoirement consignés et acquis aux créanciers pour leur être distribués. La consignation produit les effets d’un paiement : elle libère vis-à-vis des créanciers et arrête les intérêts de retard que produit la dette. La consignation permet de protéger les justiciables les plus faibles.

## Un site internet consacré à la Consignation
La Caisse des Dépôts met à disposition un site internet consacré aux consignations. 
Ce site s’adresse aux particuliers, aux organismes publics, aux professionnels du droit et aux entreprises. Il est accessible sur tous types de supports (PC, tablettes, smartphones). Plus de 80 cas de consignations y sont expliqués avec la marche à suivre pour consigner. 
Il propose notamment un service en mesure de répondre à la grande majorité des questions des internautes, le téléchargement des formulaires de consignation/déconsignation, ainsi qu’un formulaire de contacts en ligne. 

## La consignation commerciale

### Cadre commercial
La consignation en matière commerciale est la mise à disposition d'un tiers de marchandises afin d'en permettre la vente.
L'expéditeur des marchandises demeure le propriétaire et l'agent qui les reçoit est le destinataire. L'agent vend les marchandises au nom de l'expéditeur, selon ses instructions.
- La relation entre les deux parties est celle de l'expéditeur et du destinataire et non celle d'un acheteur et d'un vendeur ;
- L'expéditeur doit normalement payer les frais liés à l'expédition ;
- Le destinataire n'est pas responsable des dommages de marchandises durant le transport ;
- Les marchandises sont vendues au risque de l'expéditeur.

### Cadre légal

#### Consignation de marchandises
La consignation est une mesure de police judiciaire provisoire qui empêche la commercialisation d'une marchandise en cas de doute sur sa conformité. Elle est réalisée par l'administration souvent sous l'autorité du procureur. Elle se distingue de la confiscation qui est faite, elle, par le juge judiciaire.
La consignation est mise en place en cas de doute. Elle peut aboutir à une saisie de la marchandise (cf. saisie (consommation)).

## Applications juridiques par pays

### En France

#### En matière commerciale
La consignation est décrite juridiquement à l'article L. 215-7 du code de la consommation.
Les peines pour non-respect de la mesure de consignation est puni de deux ans d'emprisonnement et de 37 500 € d'amende (L. 215-7 du code de la consommation renvoie aux peines de l'article L. 213-1 du même code).